# Åkerkörvel
Åkerkörvel (Torilis arvensis) är en växtart i släktet rödkörvlar och familjen flockblommiga växter. Den beskrevs av William Hudson och fick sitt nu gällande namn av Heinrich Friedrich Link.

## Utbredning
Åkerkörveln är inhemsk i hela kontinentala Europa och en stor del av Asien samt i Nordafrika. Den har introducerats och naturaliserats i Nord- och Sydamerika. Åkerkörveln förekommer tillfälligt i Sverige, men reproducerar sig inte.

## Underarter
Arten delas in i följande underarter:
- T. a. arvensis
- T. a. neglecta
- T. a. recta
- T. a. turcomanica